# Strongoli
Strongoli est une commune italienne de la province de Crotone, dans la région Calabre.

## Histoire
Combat de Strongoli
Le 18 février 1807, le 1er régiment d'infanterie légère quitte Soveria et livre un combat contre des insurgés Calabrais à Strongoli. Le 1er léger prit 170 insurgés qui furent fusillés et continua sa route par Tursi, Potenza, Canosa avant d'arriver vers le 15 mars à Ancône

## Administration
| Période                                  | Période | Identité           | Étiquette           | Qualité |
| ---------------------------------------- | ------- | ------------------ | ------------------- | ------- |
| 28/05/2013                               |         | Michele Laurenzano | Partito Democratico |         |
| Les données manquantes sont à compléter. |         |                    |                     |         |

### Hameaux
Strongoli Marina

### Communes limitrophes
Casabona, Crotone, Melissa, Rocca di Neto